# TextEdit
TextEdit è un  editor di testo, inizialmente disponibile per i computer prodotti dalla Next Computer, NEXTSTEP e OPENSTEP, fu distribuito insieme a macOS dopo che la Apple acquisì la Next Computer.
Rimpiazza il precedente editor di testo fornito con Mac OS, SimpleText. TextEdit legge e scrive documenti nei formati Rich Text Format, ASCII e HTML.  È in grado anche di leggere (non modificare) i documenti nel formato SimpleText. Utilizza i servizi offerti dal Sistema Operativo come il servizio di controllo ortografico. La versione inclusa con Mac OS X Panther è in grado di leggere e scrivere i documenti generati con Microsoft Word, la versione per il sistema operativo 10.4 ha introdotto la gestione del formato Office Open XML mentre dalla versione Mac OS X Leopard il programma è in grado di leggere e scrivere documenti OpenDocument.
TextEdit può gestire testo formattato, diverse codifiche di caratteri (tra cui Unicode), giustificazione del testo e inclusione di immagini e altri media.
Dato che Mac OS X è un sistema operativo basato su Unix e che dispone di emulatori di terminale, come Terminale, sono disponibili numerosi editor testuali, come emacs, vi e nano.

## Codice sorgente
Apple distribuisce il codice sorgente di TextEdit come parte della documentazione del suo IDE Xcode. Dal sito degli sviluppatori Apple è possibile scaricare il codice sorgente di una versione di TextEdit sviluppata per dimostrare come si possa chiamare Quartz Composer dall'API Cocoa.